# Боснийцы
Боснийцы (босн. Bosanci, серб. Босанци, хорв. Bosanci) — собирательное название населения Боснии и Герцеговины, которое применяется к гражданам этой страны вне зависимости от их этнического происхождения и религиозных мировоззрений, а также название жителей региона Босния в той же стране (по аналогии с названием «герцеговинцы»). Может применяться в словосочетании «боснийцы и герцеговинцы», чтобы охватывать всех граждан страны, проживающих в обеих исторических областях.
При упоминании термина «боснийцы» подразумеваются, как правило, три крупнейшие народности страны — босняки, сербы и хорваты (сравн. — «россияне» как обозначение всех граждан Российской Федерации вне зависимости от их национального происхождения и «русские» как национальность и самый многочисленный государствообразующий народ России). 

## Терминология
Со времён средневековья, жителей Боснии называли, в региональном смысле: бошняни, бошняки (босняки) или босанцы (боснийцы). Все эти термины имели общее (демонимическое) значение, которое относилось ко всем жителям Боснии. Лишь в конце XX века, термин бошняки (босняки) приобрёл и новое, этнонимическое значение, как обозначение современных этнических бошняков.

### В русском языке
Самоназвание одного из трёх крупнейших этносов Боснии и Герцеговины — бошняки. Под этим именем подразумеваются жители Боснии и Герцеговины, которые унаследовали боснийско-мусульманскую культуру (исповедуют ислам, носят мусульманские имена и фамилии) и происходят от славянского населения средневековой Боснии (сербов и хорватов). В русском языке они называются в разных источниках «боснийцы», «боснийские мусульмане», «славяне-мусульмане», «босняки», «босанцы» и т.д. Большая российская энциклопедия в отношении этноса применяет термин «бошняки», а в отношении всего населения Боснии и Герцеговины — «боснийцы». Эта же точка зрения поддерживается А. Д. Дуличенко в книге «Введение в славянскую филологию».

### В английском языке
В английском языке в качестве экзонима для обозначения всего населения Боснии и Герцеговины применяется термин «Bosnians», соответствующий русскому «боснийцы», хотя в старинной английской литературе их называли «Bosniacs» или «Bosniaks», что сейчас соответствует названию этноса — «бошняки». Чтобы разграничивать население по конфессиям, исповедующих христианство называли «Christian Bosniacs» или «Christian Bosniaks» (букв. «бошняки-христиане»), а исповедующих ислам — «Mohammedan Bosniacs» или «Mohammedan Bosniaks» (букв. «бошняки-магометане»). С конца XX века термины «Bosniaks» и «Bosniacs» применяются только в отношении этноса мусульманского происхождения, а «Bosnians» — в отношении всего населения Боснии и Герцеговины (как мусульман, так и христиан).

## История

Территориальная экспансия боснийского государства в Средневековье

### Средневековье
Имя Босния появилось в византийских летописях в середине X века и писалось по-гречески как Βόσονα (Босона), обозначая регион. К этому моменту почти закончилось Великое переселение народов эпохи конца Древнего мира и начала Средневековья: в VI—VII веках на Балканский полуостров и на всю территорию Восточной Римской империи пришли южнославянские племена, расселившиеся по всей Юго-Восточной Европе. Они вытеснили романизированное население бывших римских провинций Далмация, Превалитана, Паннония Секунда, Паннония Савия и т.д. Славяне поселились в долинах и на равнинах, а романизированные народы ушли в горы. Вскоре появились и славянские государства.
В XII веке был образован Боснийский банат, территория которого находилась в долине реки Босна. Историки и лингвисты спорят о том, откуда появилось название страны, однако известно, что первоначально местных жителей по названию реки или страны называли «бошняне». В XIII—XIV веках Боснийский банат расширился, включив в себя такие регионы, как Соли, Усора, Дони-Крайи и Захумле. Жители этих регионов сохраняли свою региональную индивидуальность. В 1377 году было образовано Боснийское королевство, которым правила династия Котроманичей и в состав которого вошли территории средневековых Сербии и Хорватии. Таким образом, подданными Боснийского королевства стали православные и католики наравне с прихожанами Боснийской церкви, чьё национальное происхождение всё ещё является предметом споров у историков и которые сами себя называли «крстянами» (босн. krstjani, букв. «христиане»). Многие историки называли «крстян» сектантами-манихеями, связанными так или иначе с болгарской сектой богомилов, однако доказательств тому нет. Боснийскую церковь православные и католики называли еретической, пытаясь всячески её запретить. Вследствие этого какого-либо иного религиозного самоопределения у боснийцев в Средневековье так и не возникло.

### Османская империя
В XV веке Османская империя покорила Балканы: с момента Косовской битвы 1389 года и вплоть до конца века турками-османами были захвачены вся территория Греции и взят Константинополь, ставший Стамбулом, Сербия, часть Болгарии и Хорватии, а также Босния. Присоединённые к турецким владениям боснийские земли, ранее принадлежавшие Королевству Хорватия и Боснийскому королевству, стали известны уже как Турецкая Хорватия или Боснийская Краина. Местное население стало обращаться в ислам, что добавило ещё один компонент в сложную боснийскую этно-религиозную идентичность. Исчезла Боснийская церковь: по мнению одних историков, боснийские «крстяне» в большинстве своём обратились в ислам; другие же говорят, что Боснийская церковь не дожила до турецкого нашествия. Так или иначе, к XVII веку около двух третей населения страны исповедовали ислам: это были славяне-мусульмане.

### Австро-Венгрия

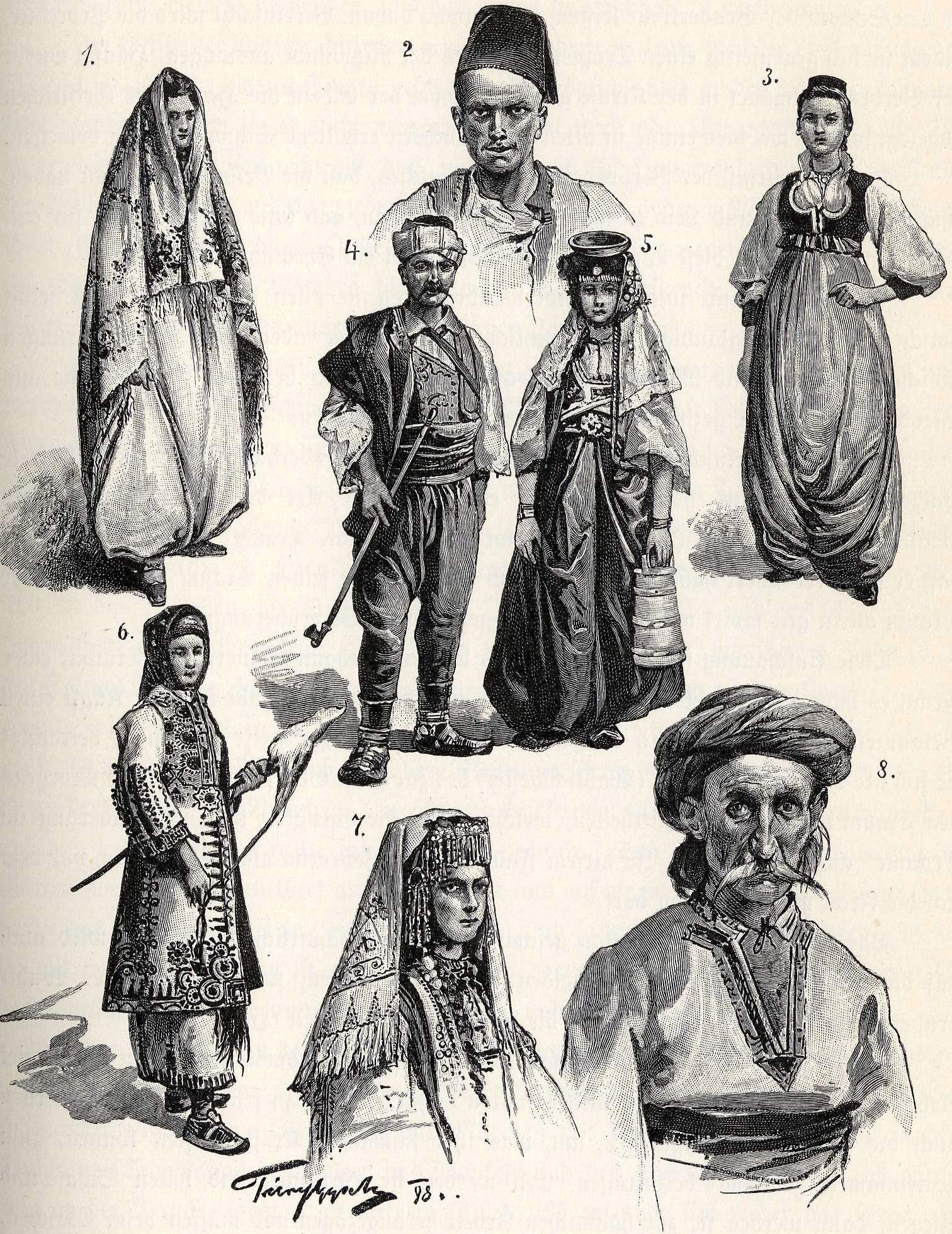
Боснийцы в эпоху Австро-Венгрии. Под номерами 4 и 5 обозначены крестьяне из окрестностей Сараево (Сараево-Поле)

В 1878—1918 годах территория Боснии и Герцеговины была под контролем Австро-Венгрии, которая воспользовалась слабостью Османской империи и присоединила к себе часть боснийских земель. Имперский министр финансов Беньямин фон Каллаи, назначенный фактическим руководителем Боснии по распоряжению Вены, стал пропагандировать «боснийства» или «бошняцтва» (босн. Bošnjaštvo), которыми пытался внушить боснийскому населению чувство принадлежности к великой и могущественной нации. Идея заключалась в создании многоконфессионального боснийского народа, представители которого говорили бы на боснийском языке и исповедовали бы три основные конфессии (ислам, католичество, православие), будучи равными в правах.. Боснию пытались изолировать искусственно от ирредентистов из Сербии, Хорватии и Османской империи, а ярые ирредентистские настроения представителей этих народов на Боснии — всячески пресечь и подавить, поскольку национальное возрождение хорватов и сербов пришлось как раз на середину XIX века. Ни хорваты, ни сербы не признавали боснийский народ, считая боснийцев представителями собственных народов, которые просто были обращены в ислам — сербо-хорватскую идею сами боснийские мусульмане, соответственно, признавать отказывались. Кончина Каллая привела к провалу политики боснийства, и к началу Первой мировой войны в Боснии образовались три политические группировки из мусульман, католиков и православных, тянувших на себя одеяло. Американцы Роберт Доня и Джон Файн писали:

Самоопределение боснийца — неважно, связано ли это с географической родиной или подданством — имеет многовековые корни, а самоопределение боснийца-христианина как серба или хорвата насчитывает не больше века. Идея быть боснийским мусульманином в «национальном» (не религиозном смысле) ещё более недавняя.
Оригинальный текст (англ.)A Bosnian's identity as a Bosnian - even if it originally referred to his geographical homeland or state membership - has roots going back many centuries, whereas the classification of any Christian Bosnian as a Serb or a Croat goes back barely a century. The idea of being Bosnian Muslim in a "national" (as opposed to a religious) sense is even more recent.

### Югославия
В Королевстве Югославии изначально были три движущие силы: сербы, хорваты и словенцы. На территории Боснии и Герцеговины местное население в довоенные и послевоенные годы называли не боснийцами, не бошняками, а мусульманами, тем самым выделяя их по признаку религиозного вероисповедания (это зафиксировано и в переписи 1991 года). В Югославии переписи населения часто были объектами политических манипуляций, поскольку подсчёт представителей каждой национальности мог сдвинуть баланс в чью-то пользу. В 1947 году боснийские мусульмане потребовали внести в конституцию упоминания о «боснийцах», однако их требование было отклонено. В переписи 1948 года им предлагалось назвать себя «сербом-мусульманином», «хорватом-мусульманином» или «мусульманином, не определившимся с национальностью» (именно этот пункт выбирали большинство). В 1953 году в переписи подавляющая часть бошняков указывала в качестве национальности «югославянин, не определившийся с национальностью».
В 1961 году боснийских мусульман признали ещё одной этнической группой, что отразилось и на гербе СФРЮ, однако не признали их государствообразующей нацией. В 1964 году IV Конгресс Союза коммунистов Боснии и Герцеговины признал право бошняков на самоопределение, а в 1968 году на встрече ЦК Союза коммунистов Боснии и Герцеговины бошняки были признаны отдельным народом, хотя руководство решило не называть их «боснийцами» или «бошняками». С 1971 года в переписи указывалась категория «мусульмане по национальности», которая присутствовала в документах до распада Югославии.

### Наши дни
Национальность «бошняки» в документах появилась впервые в 1990 году, заменив термин «мусульмане по национальности». Мусульманское население Боснии и Герцеговины признало это в качестве компромисса: в годы существования Османской империи различия делались по религиозным убеждениям человека, а не по его национальному происхождению. В 2013 году, по оценкам переписи населения, доля назвавших себя боснийцами, бошняками или мусульманами не превышала 2,73%.

## Религия

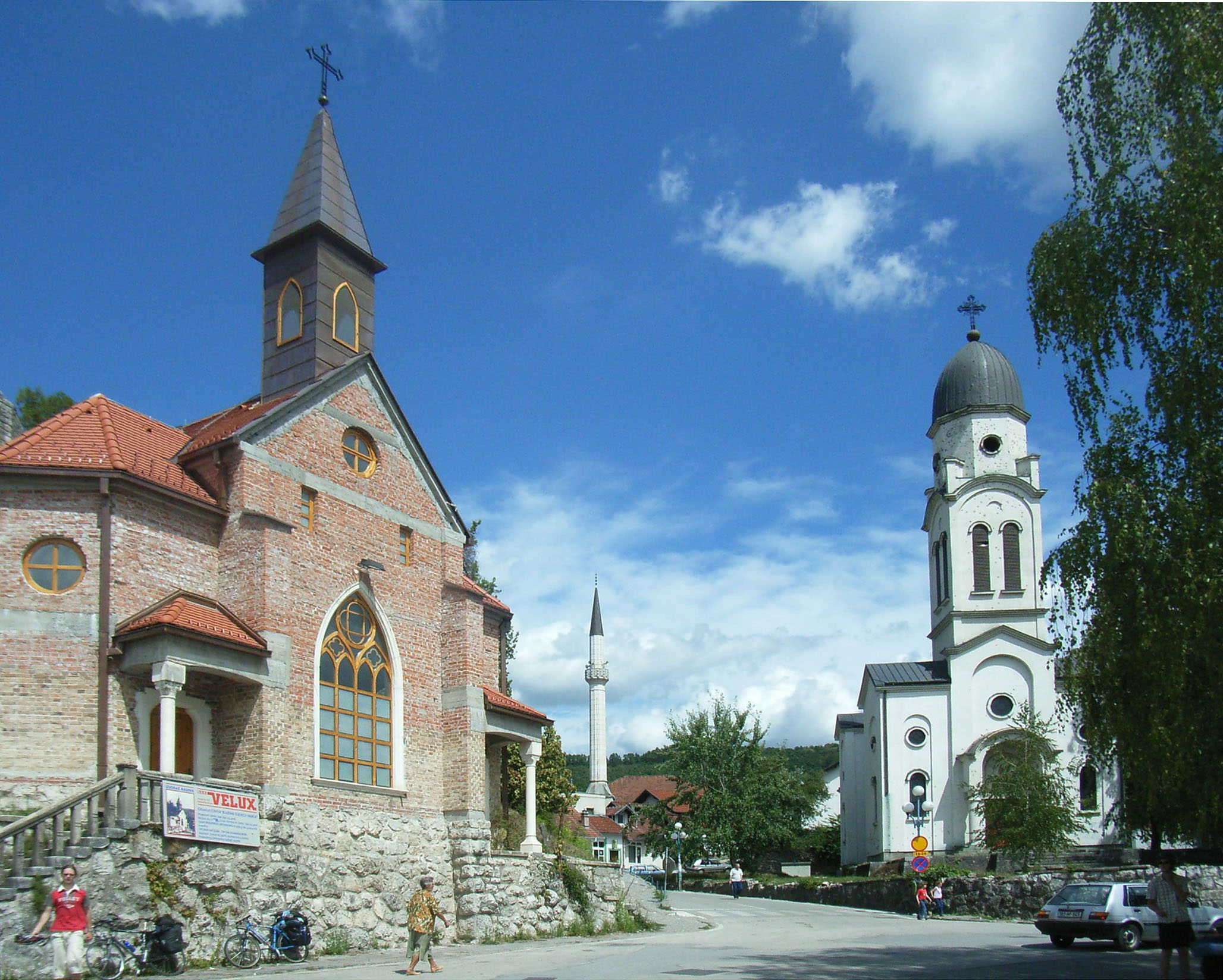
Босанска-Крупа: мечеть, католический и православный храмы

По данным последней переписи населения 2013 года в Боснии и Герцеговине, небольшая часть населения называла себя «боснийцами», вследствие чего установить связь между национальным самоопределением и религиозными верованиями у этой группы людей достаточно трудно. Антрополог Тоне Бринга писала, что нельзя понять ни бошняка, ни хорвата, ни серба, если ссылаться только на ислам или христианство соответственно, но надо учитывать особый боснийский контекст, который выражен в общей истории боснийцев исламского и христианского происхождения. Большая часть боснийцев следуют светскому этикету и светской культуре, что обусловлено отделением религии от государства, закрепившимся в годы пребывания Боснии и Герцеговины в составе СФРЮ.

## Самоопределение
По данным последней переписи населения 2013 года в Боснии и Герцеговине, большую часть населения составляют бошняки, сербы и хорваты. Некоторые называют себя «боснийцами», однако указавших эту национальность относят к категории «Другие» (в том числе и тех, кто указал «мусульмане», «евреи», «цыгане», «албанцы» и т.д.) — таковых насчитывается всего 2,7%. В Книге фактов ЦРУ упоминаются «босниец» и «герцеговинец» в качестве этнонимов, причём синонимичных друг другу.
Опрос, проведённый Программой развития ООН, показал, что:
- 57% населения Боснии и Герцеговины в первую очередь, говоря о себе, указывают свою национальность, а 43% — гражданство Боснии и Герцеговины;
- 75% опрошенных сказали, что, думая о себе как о представителе одного из трёх народов, также думают о себе как о гражданине Боснии и Герцеговины;
- 43% указали, что в первую очередь идентифицируют себя как граждан Боснии и Герцеговины; 14% — как представителей конкретного народа; 41% указывают всегда и то, и другое

Факультет спорта и физического воспитания университета Черногории и Нови-Садский университет по итогам исследования назвали боснийцев самыми рослыми людьми мира.